# Линейные корабли типа Duke
Линейные корабли типа Duke — четыре линейных корабля второго ранга, построенных для Королевского флота сэром Джоном Уильямсом. Первый тип кораблей второго ранга, с самого начала разрабатывавшийся как 98-пушечный (более ранние типы кораблей строились как 90-пушечные, а затем, в 80-х годах XVIII века довооружались еще 8 пушками).

## Корабли
- HMS Duke

Строитель: королевская верфь в Плимуте

Заказан: 18 июня 1771 года

Заложен: октябрь 1772 года

Спущён на воду: 18 октября 1777 года

Выведен: разобран, 1843 год

- HMS Glory

Строитель: королевская верфь в Плимуте

Заказан: 16 июля 1774 года

Заложен: 7 апреля 1775 года

Спущён на воду: 5 июля 1788 года

Выведен: разобран, 1825 год

- HMS St George

Строитель: королевская верфь в Портсмуте

Заказан: 16 июля 1774 года

Заложен: август 1774 года

Спущён на воду: 14 октября 1785 года

Выведен: потерпел крушение в 1811 году

- HMS Atlas

Строитель: королевская верфь в Чатеме

Заказан: 5 августа 1777 года

Заложен: 1 октября 1777 года

Спущён на воду: 13 февраля 1782 года

Выведен: разобран, 1821 год